# Heaven’s Open
A Heaven's Open (magyarul: Nyitva a mennyország) Mike Oldfield 1991-es, tizenharmadik nagylemeze.
Oldfield előző nagylemezét (Amarok) kiadójától való búcsúnak szánta, mert elégedetlen volt annak igényével, hogy főleg populáris dalokat írjon. (Korábbi összes albumát a Virgin adta ki.) A cég azonban szerződéses kötelezettségekre hivatkozva ragaszkodott még egy lemez elkészítéséhez. Ez lett a Heaven's Open. A lemeznek két fontosabb különlegessége van, az egyik, hogy az összes dalt Oldfield saját maga énekli. A másik pedig, hogy a borítón nem beceneve, a Mike, hanem valódi neve, a Michael szerepel.
A dalokban többször rá lehet bukkanni Oldfield elégedetlenségének nyomaira, például rögtön a legelső szám, a Make Make szövegében. "Csináljuk, csináljuk / nem baj, ha hamis / csináljuk, csináljuk…" Egy másik részlet egy szójátékot is rejt, a kiadó neve ugyanis „szűz”-et jelent: "Nem tudod, hogy nem vagyunk szüzek?" (A szűz szó, vagyis a "Virgin" a szövegkönyvben ráadásul nagy betűvel van írva.) De a további számok szövege is egyértelműen negatív: "Ne álmodj", "Szégyen úr", "Add vissza!"
Mindegyik dal elég komor hangulatú. A címadó szerzemény az album legismertebb darabja, ez Oldfield válogatáslemezeire is fel szokott kerülni. Az utolsó szám egy hosszabb instrumentális blokk. A Music from the Balcony tele van furcsa, sokszor vicces hangokkal, disszonáns, kusza részletekkel, valószínűleg ebben is Oldfield elégedetlenségét kell látnunk.

## Számok
1. "Make Make" – 4:18
2. "No Dream" – 6:02
3. "Mr. Shame" – 4:22
4. "Gimme Back" – 4:12
5. "Heaven's Open" – 4:31
6. "Music from the Balcony" – 19:44

## Zenészek
- Simon Phillips – dobok
- Dave Levy – basszus
- Mickey Simmonds – hammond orgona, zongora
- Mike Oldfield – ének, gitárok, billentyűs hangszerek
- Andy Longhurst – kiegészítő billentyűs hangszerek
- Courtney Pine – szaxofon, basszusklarinét
- Vicki St James, Sylvia Mason – James, Dolly James, Debi Doss, Shirlie Roden, Valerlie Etienne – kórus
- Anita Hegerland, Nikki 'B' Bentley, Tom Newman – kiegészítő vokál

Eszközök: Atari, C-Lab, Fairlight, Akai S 1100, EMU Proteus, Roland D-50, D 550, Korg M1, Steinberg 'Topaz'.

## Produkció
- Producer és hangmérnök: Tom Newman.
- Keverés: Mike Oldfield, asszisztens: Tom Newman.
- Műszaki segítség: Richard Barrie.
- Köszönet: Helena Shenel, Jeremy Parker.

## Érdekességek
- A lemezen nem csak Oldfield neve van szokatlanul feltüntetve, hanem gyakori segédje, az itt is producerként és hangmérnökként közreműködő Tom Newman neve is eltérő formában szerepel: "Thom Newman". További párhuzam, hogy Oldfield nővére Sally Oldfield előző évben, 1990-ben jelentette meg "Natasha" című albumát. Ez a név pedig a nővér másik, nyilvánosan nem használt neve.